# ピューマ属
ピューマ属（ - ぞく、学名：Puma）は、ピューマ（模式種）とジャガランディの2種からなる、アメリカ大陸のネコ科動物の一分類群（1属）。
ピューマは南北アメリカ大陸に広く、ジャガランディは中央アメリカと南アメリカ大陸の広範な地域に分布する。

## 系統の問題
ピューマとジャガランディの分化は新生代第四紀更新世中期イオニアン（en）の頃と考えられているため、ピューマ属の出現はこれに先立つ時代に求められる。
系統分類学の新たな知見によれば、北アメリカ大陸で進化してきたピューマ属は、かつてユーラシア大陸の熱帯と温帯の平原に広く分布していたチーター属（genus Acinonyx。現生はチーターのみ）と、祖先を共有しているとされている。
ネコ科の揺籃地はユーラシアであるが、本件における両属の共通祖先が棲息していたのがユーラシアであったのか北アメリカであったのかは、まだ解明されていない。共通祖先がユーラシアからベーリング地峡を通って北アメリカに渡る以前に両属の分化があったのか、北アメリカに渡った共通祖先から両属が分岐した上でチーター属のみがユーラシアへも分布を拡げてむしろそこで繁栄を遂げたのか、はたまたそのいずれでもないのかは、現在、研究者の間で見解が分かれているところである。
なお、現在確認されている化石からは、チーター属は約250万年前から約220万年前にかけての時代（新生代第四紀更新世前期ジェラシアン）の中国大陸においてすでに棲息していたことが判っている。したがって、ピューマ属の出現もその頃まで遡らなければ、系統進化の上で整合性が得られない。